# André-Jean Léopold
André-Jean Léopold est un homme politique néo-calédonien. Il est membre des 13e puis 14e gouvernements issus du statut de l'accord de Nouméa, du 5 juin 2014 au 3 juin 2015, chargé d'animer et de contrôler les secteurs de l'Enseignement, des Questions relatives à l'Enseignement supérieur, de la Recherche, et de la Mise en place du Service civique.

## Biographie
Il est ancien cadre de l'enseignement privé catholique. Il a dirigé la Direction diocésaine de l'enseignement catholique (DDEC) en Nouvelle-Calédonie de décembre 2003 à décembre 2012. 